# Gerhard Neumann (Maler)
Gerhard Neumann (* 15. August 1907 in Oppeln, Provinz Schlesien; † 13. November 2004 in Bonn-Bad Godesberg) war ein deutscher Maler und Grafiker.

## Biografie
Auf Empfehlung von Cirillo dell’Antonio, dem Direktor der Holzschnitzschule in Bad Warmbrunn, bewarb Neumann sich an einer Kunstakademie in Breslau. Nach Arbeitsproben nahm ihn der damalige Direktor, der Jugendstil-Künstler August Endell, 1925 in die Staatliche Akademie für Kunst und Kunstgewerbe Breslau auf. Seine Lehrer wurden der Expressionist Otto Mueller und der Impressionist Oskar Moll. Dem Rat Otto Muellers folgend entschied sich der angehende Künstler wegen der finanziellen Unabhängigkeit zusätzlich für den Beruf des Kunsterziehers. 1927 legte er vorzeitig mit besonderer Genehmigung das Staatsexamen ab und im folgenden Jahr das pädagogische Staatsexamen für den Unterricht an Höheren Schulen.
1928 ging Gerhard Neumann nach Paris und arbeitete im Atelier von Fernand Léger. Im Louvre betrieb er Kompositionsstudien. Während seines Aufenthalts in der französischen Hauptstadt kam es zu Begegnungen mit bekannten Künstlern wie Georges Braque, André Lhote und André Lurçat.
1931 wurde Neumann Assistent von Oskar Moll in Breslau. 1932 wurde die Kunstakademie geschlossen. Mit Unterbrechungen unterrichtete Neumann Kunsterziehung an verschiedenen Gymnasien. 1942 wurde er Kriegsmaler zunächst in Russland, dann in Griechenland und auf Kreta. 1943 wurde er zum Kriegsdienst einberufen, geriet 1945 in sowjetische Gefangenschaft, aus der er Ende des Jahres entlassen wurde.
Nach der Flucht aus Schlesien 1946 lebte er mit seiner Familie in Kirchheim (Thüringen), 1950 gelang dann die Flucht aus der DDR nach West-Berlin. Dort fand er 1951 wieder eine Anstellung im Schuldienst und stellte im gleichen Jahr seine neuesten Arbeiten in der "Galerie am Zoo" aus. 1952 gestaltete er sein erstes großes Glasfenster in Potsdam. Gerhard Neumann wurde Mitbegründer der „Bauhütte für christliche Künste“ in Berlin-Dahlem.

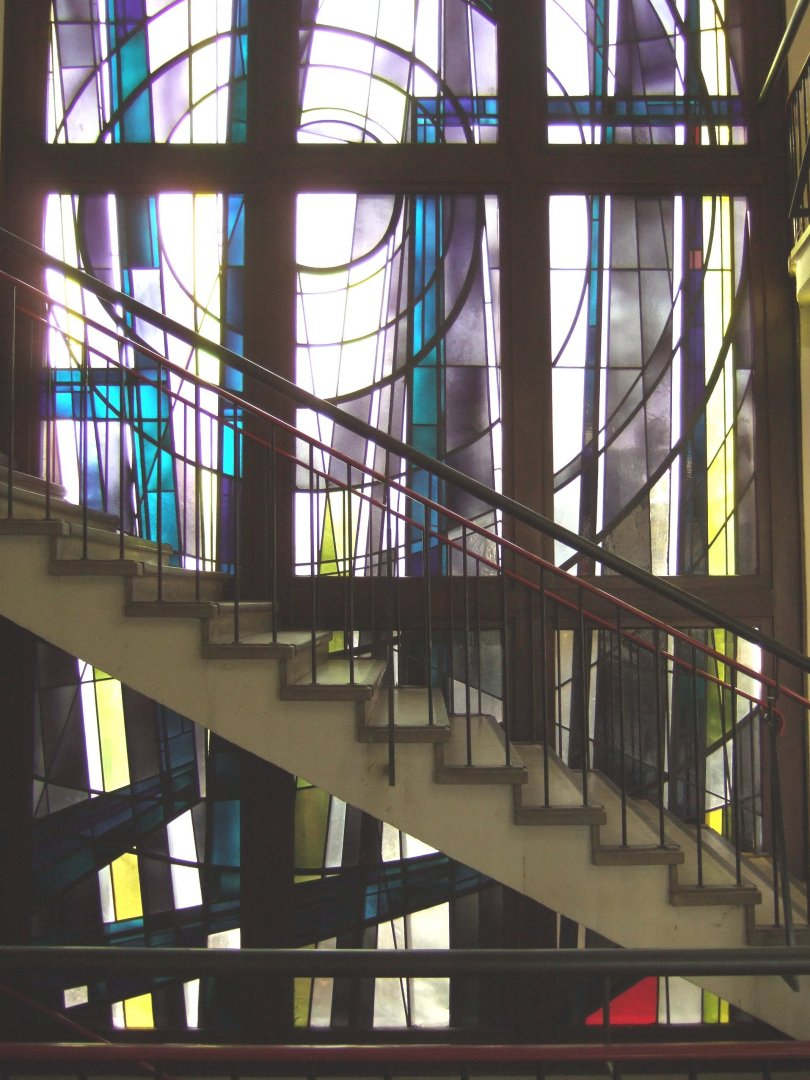
Gerhard Neumann: „Das offene Fenster“ – Treppenhaus der Elisabeth-Selbert-Gesamtschule, dem ehem. Nicolaus-Cusanus-Gymnasium in Bonn – Bad Godesberg

1954 erhielt er einen Ruf an das Nicolaus-Cusanus-Gymnasium im damals noch selbstständigen Bad Godesberg. Er arbeitete dort als Kunsterzieher bis zu seinem Ruhestand im Jahr 1973.

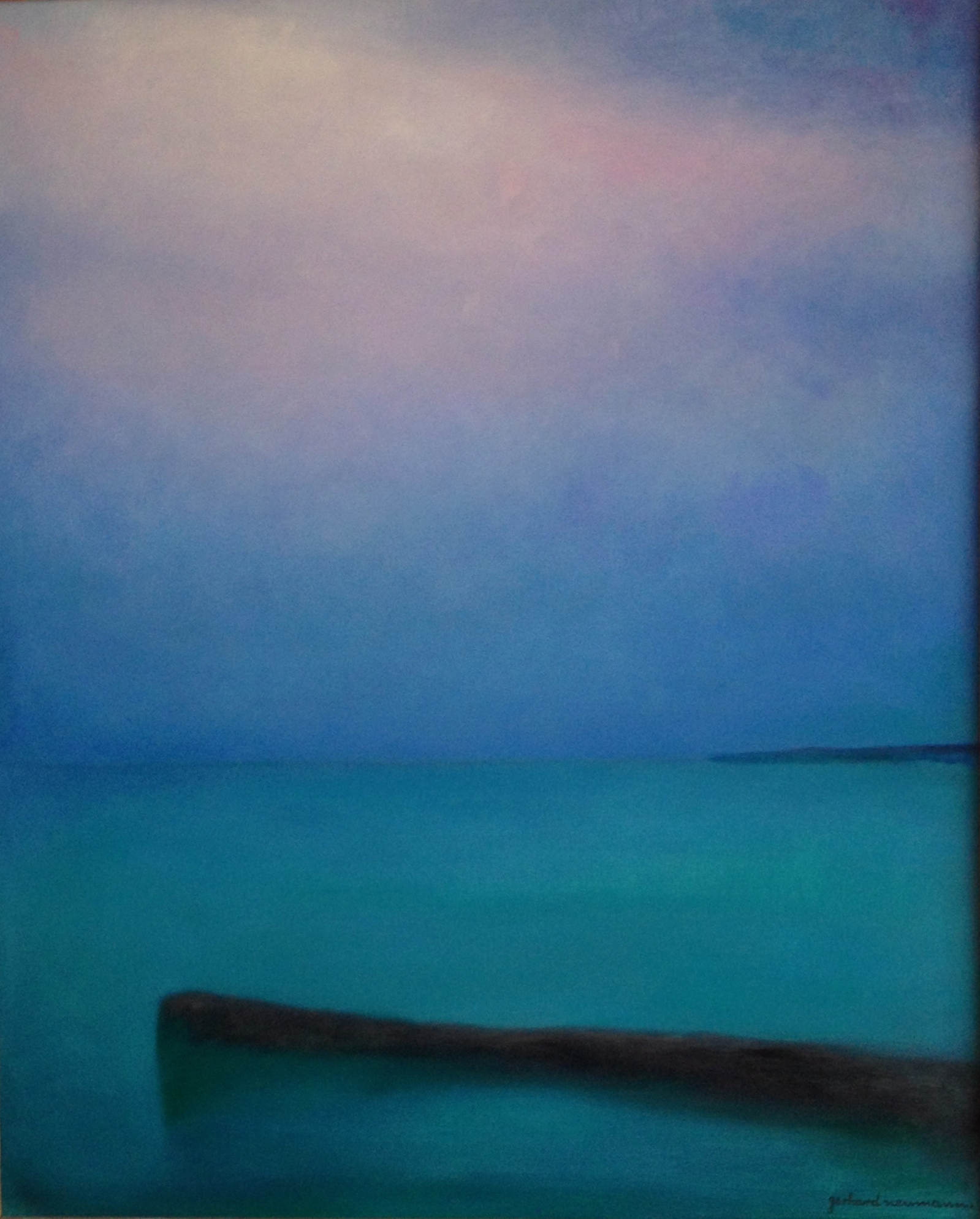
Gerhard Neumann, Die Mole, 1989

Seine Bilder wurden immer abstrakter, allerdings nie gegenstandslos. Er selbst nannte es „Abstraktion nach Seherfahrung“.
„gerhard neumann hat das, was er bei Otto Mueller gelernt hat, das Zeichnen, bewusst mit Farbe verbunden, deren Beherrschung und Nutzung ihm Oskar Moll vermittelte und hat die Kompositionskunst eines Fernand Leger beachtet und aus all dem ein höchst eigenständiges Werk geschaffen“  („Tübingen im Fokus“, Ausgabe vom 15. Januar 2010 – Monika Wenke, MAS: „gerhard neumann – Maler der verschollenen Generation“).

## Kuriosa
Neumann legte Wert darauf, dass sein Name klein geschrieben wird, weil alle Buchstaben gleichwertig nebeneinander stehen.

## Auszeichnungen
- 1976 – Oberschlesischer Kulturpreis
- 1983 – Ehrengabe des Lovis-Corinth-Preises
- 1987 – Kulturpreis Schlesien des Landes Niedersachsen

### Arbeiten (Auswahl)
- 1952 –    erstes Glasfenster in Potsdam
- 1957/58 – Gestaltung einer Fensterwand im Nicolaus-Cusanus-Gymnasium
- 1958 –    Wandmosaik in der Empfangshalle des Bundespresseamts, Bonn
- 1960 –    Gestaltung von 5 Fenstern in der Friedhofskapelle Bonn-Endenich
- Wappenfenster im Kreishaus Siegburg
- Glasfenster in der Friedhofskapelle Lehnersdorf
- Wandmosaik im Mädchengymnasium St. Josef in Rheinbach

Viele Bilder in Öl, Pastell, Aquarell. Einige seiner Werke befinden sich z. B. im Bonner Kunstmuseum und in der Ostdeutschen Galerie in Regensburg.

## Ausstellungen (Auswahl)
- 1926 – Galerie Max Glauer, Oppeln
- 1929 – Galerie Wenzel, Breslau
- 1930 – Staatl. Gymnasium, Cosel
- 1932 – Galerie Max Glauer, Oppeln
- 1951 – Galerie am Zoo, Berlin
- 1953 – Rathaus Neukölln
- 1954 – Galerie Vertiko, Bonn
- 1955 – Galerien in Luzern und Zürich, Arndt-Haus, Bonn
- 1956 – Karl-Ernst-Osthaus-Museum, Hagen
- 1959 – Kurfürstliches Gärtnerhaus, Bonn
- 1964 – Festhalle Lörrach
- 1968 – Rheinisches Landesmuseum, Bonn, Haus des Deutschen Ostens, Düsseldorf
- 1970 – Märkisches Museum, Witten
- 1972 – Portimao, Portugal
- 1974 – Kreismuseum Zons
- 1978 – Bonner Kunstverein, Galerie Deutschlandhaus, Berlin
- 1979 – Glasmuseum Rheinbach
- 1982 – Galerie Rolandshof, Rolandseck
- 1985 – Auswärtiges Amt, Bonn
- 1987 – Schwörhaus Esslingen, Otto-Richter-Halle, Würzburg
- 1989 – Schloss Meersburg
- 1990 – Kunsthochschule Breslau/Wrocław, anlässlich des 200-jährigen Bestehens der Kunstakademie Breslau/Wrocław
- 1992 – Haus an der Redoute, Bann-Bad-Godesberg
- 1997 – „Künstler aus Schlesien“ gezeigt in Glogau, Ratibor, Breslau, Görlitz
- 1997 – gerhard neumann zum 90. , Landesmuseum Schlesien Annenkapelle, Görlitz
- 1997 – gerhard neumann zum 90. , Museum an der Redoute, Bonn